# Villtjärnen, Hälsingland
Villtjärnen är en sjö i Ovanåkers kommun i Hälsingland och ingår i Ljusnans huvudavrinningsområde. Sjön har en area på 0,192 kvadratkilometer och ligger 285 meter över havet.

## Delavrinningsområde
Villtjärnen ingår i det delavrinningsområde (679904-149166) som SMHI kallar för Utloppet av Villtjärnen. Medelhöjden är 308 meter över havet och ytan är 1,9 kvadratkilometer. Det finns inga avrinningsområden uppströms utan avrinningsområdet är högsta punkten. Vattendraget som avvattnar avrinningsområdet har biflödesordning 3, vilket innebär att vattnet flödar genom totalt 3 vattendrag innan det når havet efter 112 kilometer. Avrinningsområdet består mestadels av skog (90 procent). Avrinningsområdet har 0,19 kvadratkilometer vattenytor vilket ger det en sjöprocent på 10,1 procent.